# FORESIGHTS
『FORESIGHTS』（フォーサイト）は、日本のロックバンド、BEAT CRUSADERSのアルバムである。

## 概要
インディーズ3rdアルバム。
本作にはBRAHMAN、BLUE BEAT PLAYERS、CAPTAIN HEDGE HOG、HUSKING BEE、Oi-SKALL MATES、
TROPICAL GORILLA、WATER CLOSET、イコライザー、FOLKFLATなどのBEAT CRUSADERSの交流のあるバンドのメンバーらが多数ゲストとして参加した。

## 収録曲
1. BE MY WIFE (2:01)
（作詞・作曲:Toru Hidaka）
PVが制作された。このアルバムの1、2、4、6、7番の曲はベストクルセイダースに収録されている。
2. LAST SONG (1:20)
（作詞・作曲:Toru Hidaka）
3. CALL (2:11) （作詞・作曲:Toru Hidaka）
4. SECOND THAT EMOTION (1:49) （作詞・作曲:Toru Hidaka）
5. FORESIGHT (4:22) （作詞・作曲:Toru Hidaka）
6. HAMBURG (1:40) （作詞:umu/thai　作曲:umu/thai）
7. MIGHTY MIND (2:08)  （作詞・作曲:Toru Hidaka）
8. RUSK (2:06)  （作詞・作曲:Toru Hidaka）
9. BATAR! (1:30)  （作詞・作曲:Toru Hidaka）
10. TRIUMPH (1:50)  （作詞・作曲:Toru Hidaka）